# Ozyptila leprieuri
Ozyptila leprieuri är en spindelart som beskrevs av Simon 1875. Ozyptila leprieuri ingår i släktet Ozyptila och familjen krabbspindlar. Inga underarter finns listade i Catalogue of Life.